# Bataille de Juanambú (1823)
Ne doit pas être confondu avec Bataille de Juanambú (1814).
Campagne de Pasto
(Guerre d'indépendance de la Colombie)
Batailles
m
- Bomboná
- Cuchilla de Taindala (1)
- Cuchilla de Taindala (2)
- Ibarra
- Alto de Cebollas
- Juanambú
- Tacines
- Barbacoas

La bataille de Juanambú est un affrontement armé se déroulant le 13 octobre 1823 entre les troupes patriotes de Grande Colombie contre les troupes royalistes basées dans la ville de San Juan de Pasto. Elle se termine par une victoire des patriotes.